# Dilshod Vasiev
Dilshod Vasiev (tiếng Tajik: Дилшод Васиев) (sinh ngày 12 tháng 2 năm 1988 ở Dushanbe, Liên Xô) là một tiền vệ bóng đá Tajikistan, hiện tại ở Istiklol. Anh trai của anh, Farkhod, hiện tại thi đấu cho Gazovik Orenburg.

## Sự nghiệp

### Câu lạc bộ
Trong năm 2008, Vasiev thi đấu cho FC Mika ở Giải bóng đá ngoại hạng Armenia, thi đấu tổng 20 trận, 19 trận ở giải vô địch.
Vasiev ghi bàn đầu tiên cho FC Istiklol tại Giải bóng đá vô địch quốc gia Tajikistan ngày 4 tháng 4 năm 2009.
Vào tháng 9 năm 2016, Vasiev bị nghỉ thi đấu 3 tháng vì rách dây chằng.

## Đời sống cá nhân
Anh trai của anh, Farkhod cũng là một cầu thủ bóng đá, hiện tại thi đấu cho Orenburg.

## Thống kê sự nghiệp

### Câu lạc bộ
Tính đến trận đấu diễn ra ngày 3 tháng 6 năm 2018
| Câu lạc bộ          | Mùa giải            | Giải vô địch                             | Giải vô địch | Giải vô địch | Cúp Quốc gia | Cúp Quốc gia | Châu lục | Châu lục  | Khác    | Khác      | Tổng    | Tổng      |
| Câu lạc bộ          | Mùa giải            | Hạng đấu                                 | Số trận      | Bàn thắng    | Số trận      | Bàn thắng    | Số trận  | Bàn thắng | Số trận | Bàn thắng | Số trận | Bàn thắng |
| ------------------- | ------------------- | ---------------------------------------- | ------------ | ------------ | ------------ | ------------ | -------- | --------- | ------- | --------- | ------- | --------- |
| Mika                | 2008                | Giải bóng đá ngoại hạng Armenia          | 19           | 2            | 0            | 0            | 1        | 0         | –       | –         | 20      | 2         |
| Energetik Dushanbe  | 2008                | Giải bóng đá vô địch quốc gia Tajikistan |              |              |              |              | –        | –         | –       | –         |         |           |
| Istiklol            | 2009                | Giải bóng đá vô địch quốc gia Tajikistan |              |              |              |              | –        | –         | –       | –         |         |           |
| Istiklol            | 2010                | Giải bóng đá vô địch quốc gia Tajikistan |              |              |              |              | –        | –         | 1       | 2         | 1       | 2         |
| Istiklol            | 2011                | Giải bóng đá vô địch quốc gia Tajikistan |              |              |              |              | 5        | 1         | 1       | 1         | 6       | 2         |
| Istiklol            | 2012                | Giải bóng đá vô địch quốc gia Tajikistan |              | 24           |              |              | 5        | 3         | 1       | 0         | 6       | 27        |
| Istiklol            | 2013                | Giải bóng đá vô địch quốc gia Tajikistan | 17           | 10           |              |              | –        | –         | –       | –         | 17      | 10        |
| Istiklol            | 2014                | Giải bóng đá vô địch quốc gia Tajikistan | 17           | 15           | 6            | 11           | –        | –         | 1       | 1         | 24      | 27        |
| Istiklol            | 2015                | Giải bóng đá vô địch quốc gia Tajikistan | 13           | 6            | 5            | 4            | 10       | 3         | 0       | 0         | 28      | 13        |
| Istiklol            | 2016                | Giải bóng đá vô địch quốc gia Tajikistan | 16           | 3            | 6            | 4            | 6        | 0         | 1       | 0         | 29      | 7         |
| Istiklol            | 2017                | Giải bóng đá vô địch quốc gia Tajikistan | 20           | 16           | 5            | 4            | 11       | 4         | 1       | 0         | 37      | 24        |
| Istiklol            | 2018                | Giải bóng đá vô địch quốc gia Tajikistan | 10           | 4            | 0            | 0            | 5        | 1         | 1       | 0         | 16      | 5         |
| Istiklol            | Tổng                | Tổng                                     | 93           | 78           | 22           | 23           | 43       | 12        | 7       | 4         | 165     | 117       |
| Tổng cộng sự nghiệp | Tổng cộng sự nghiệp | Tổng cộng sự nghiệp                      | 112          | 80           | 22           | 23           | 43       | 12        | 7       | 4         | 184     | 119       |

### Quốc tế
| Đội tuyển quốc gia Tajikistan | Đội tuyển quốc gia Tajikistan | Đội tuyển quốc gia Tajikistan |
| Năm                           | Số trận                       | Bàn thắng                     |
| ----------------------------- | ----------------------------- | ----------------------------- |
| 2007                          | 6                             | 1                             |
| 2008                          | 0                             | 0                             |
| 2009                          | 0                             | 0                             |
| 2010                          | 5                             | 0                             |
| 2011                          | 12                            | 2                             |
| 2012                          | 5                             | 1                             |
| 2013                          | 3                             | 0                             |
| 2014                          | 5                             | 2                             |
| 2015                          | 8                             | 0                             |
| 2016                          | 2                             | 0                             |
| 2017                          | 4                             | 2                             |
| Tổng                          | 50                            | 8                             |

Thống kê chính xác đến trận đấu diễn ra ngày 10 tháng 10 năm 2017

### Bàn thắng quốc tế
Tỉ số và kết quả liệt kê bàn thắng của Tajikistan trước.
Tính đến 5 tháng 9 năm 2017
| #  | Ngày                 | Địa điểm                                          | Đối thủ     | Tỉ số | Kết quả | Giải đấu                                     | Ref.   |
| -- | -------------------- | ------------------------------------------------- | ----------- | ----- | ------- | -------------------------------------------- | ------ |
| 1. | 28 tháng 10 năm 2007 | Sân vận động Pamir, Dushanbe, Tajikistan          | Bangladesh  | 4–0   | 5–0     | Vòng loại giải vô địch bóng đá thế giới 2010 |        |
| 2. | 27 tháng 3 năm 2011  | Sân vận động Sugathadasa, Colombo, Sri Lanka      | Sri Lanka   | 2–0   | 2–2     | Giao hữu                                     |        |
| 3. | 29 tháng 3 năm 2011  | Sân vận động Sugathadasa, Colombo, Sri Lanka      | Sri Lanka   | 2–0   | 2–0     | Giao hữu                                     |        |
| 4. | 6 tháng 9 năm 2012   | Audi Sportpark, Ingolstadt, Đức                   | Qatar       | 2–0   | 2–0     | Giao hữu                                     |        |
| 5. | 7 tháng 6 năm 2014   | A. Le Coq Arena, Tallinn, Estonia                 | Estonia     | 1–0   | 1–2     | Giao hữu                                     |        |
| 6. | 8 tháng 8 năm 2014   | Sân vận động Pamir, Dushanbe, Tajikistan          | Malaysia    | 2–0   | 4–1     | Giao hữu                                     |        |
| 7. | 13 tháng 6 năm 2017  | Sân vận động Pamir, Dushanbe, Tajikistan          | Philippines | 1–3   | 3–4     | Vòng loại Cúp bóng đá châu Á 2019            | [ 15 ] |
| 8. | 5 tháng 9 năm 2017   | Sân vận động Dasarath Rangasala, Kathmandu, Nepal | Nepal       | 2–0   | 2–1     | Vòng loại Cúp bóng đá châu Á 2019            | [ 16 ] |

### Bàn thắng quốc tế Non-FIFA
Tính đến 10 tháng 9 năm 2014
| #  | Ngày                 | Địa điểm            | Đối thủ    | Tỉ số | Kết quả | Giải đấu |
| -- | -------------------- | ------------------- | ---------- | ----- | ------- | -------- |
| 1. | 15 tháng 10 năm 2013 | Bishkek, Kyrgyzstan | Kyrgyzstan | 1–4   | Thắng   | Giao hữu |

## Danh hiệu
Istiklol
- Giải bóng đá vô địch quốc gia Tajikistan (6): 2010, 2011, 2014, 2015, 2016[17], 2017[18]
- Cúp bóng đá Tajikistan (4): 2009, 2010, 2013, 2014, 2016[19]
- Siêu cúp bóng đá Tajikistan (3): 2014, 2016,[20] 2018[21]
- Cúp Chủ tịch AFC (1): 2012

### Cá nhân
Vua phá lưới Giải bóng đá vô địch quốc gia Tajikistan (3)2012, 2014, 2017